# ثعبان ساطع
ثعبان ساطع (الاسم العلمي: Lamprophis)، جنس ثعابين غير سامة من فصيلة ثعبانيات ساطعة، متوسطة القد. وتعرف عادًة باسم ثعابين المنزل الإفريقية. توجد في جميع أنحاء إفريقيا جنوب الصحراء.

## الأنواع
اعتبارًا من عام 2010، تم التعرف على سبعة أنواع من جنس الثعبان الساطع
- Lamprophis abyssinicus Mocquard, 1906 – Abyssinian house snake
- Lamprophis aurora (كارولوس لينيوس، 1758) – aurora house snake
- Lamprophis erlangeri (Sternfeld, 1908) – Ethiopian house snake
- Lamprophis fiskii جورج ألبرت بولينغر, 1887 – Fisk's house snake, vulnerable (VU)
- Lamprophis fuscus Boulenger, 1893 – yellow-bellied house snake, near threatened (LR/nt)
- Lamprophis geometricus (هيرمان شليغل, 1827) – Seychelles house snake
- Lamprophis guttatus (أندرو سميث, 1843) – spotted house snake:

تنبيه: تشير الأسماء العلمية التي بين قوسين إلى أن النوع كان موصوف في الأصل في جنس أخر غير الثعبان الساطع.